# توني كانزونيري
توني كانزونيري (بالإنجليزية: Tony Canzoneri)‏ مواليد 06 نوفمبر 1908 في سليدل - الوفاة 9 ديسمبر 1959 في جزيرة ستاتن، كان ملاكم أمريكي سابق صنّف ضمن فئة وزن الوسط.

## إحصائيات
خاض خلال مسيرته 175 نزالا، فاز في 141 وتعادل في 10 وخسر في 24. فاز بالضربة القاضية في 44 نزالا.

## روابط خارجية
- توني كانزونيري على موقع IMDb (الإنجليزية)
- توني كانزونيري على موقع الموسوعة البريطانية (الإنجليزية)
- توني كانزونيري على موقع ميوزك برينز (الإنجليزية)
- توني كانزونيري على موقع بوكس ريك (الإنجليزية) (registration required)
- توني كانزونيري على موقع قاعة لويزيانا للمشاهير الرياضية (الإنجليزية)